# Torre Latinoamericana

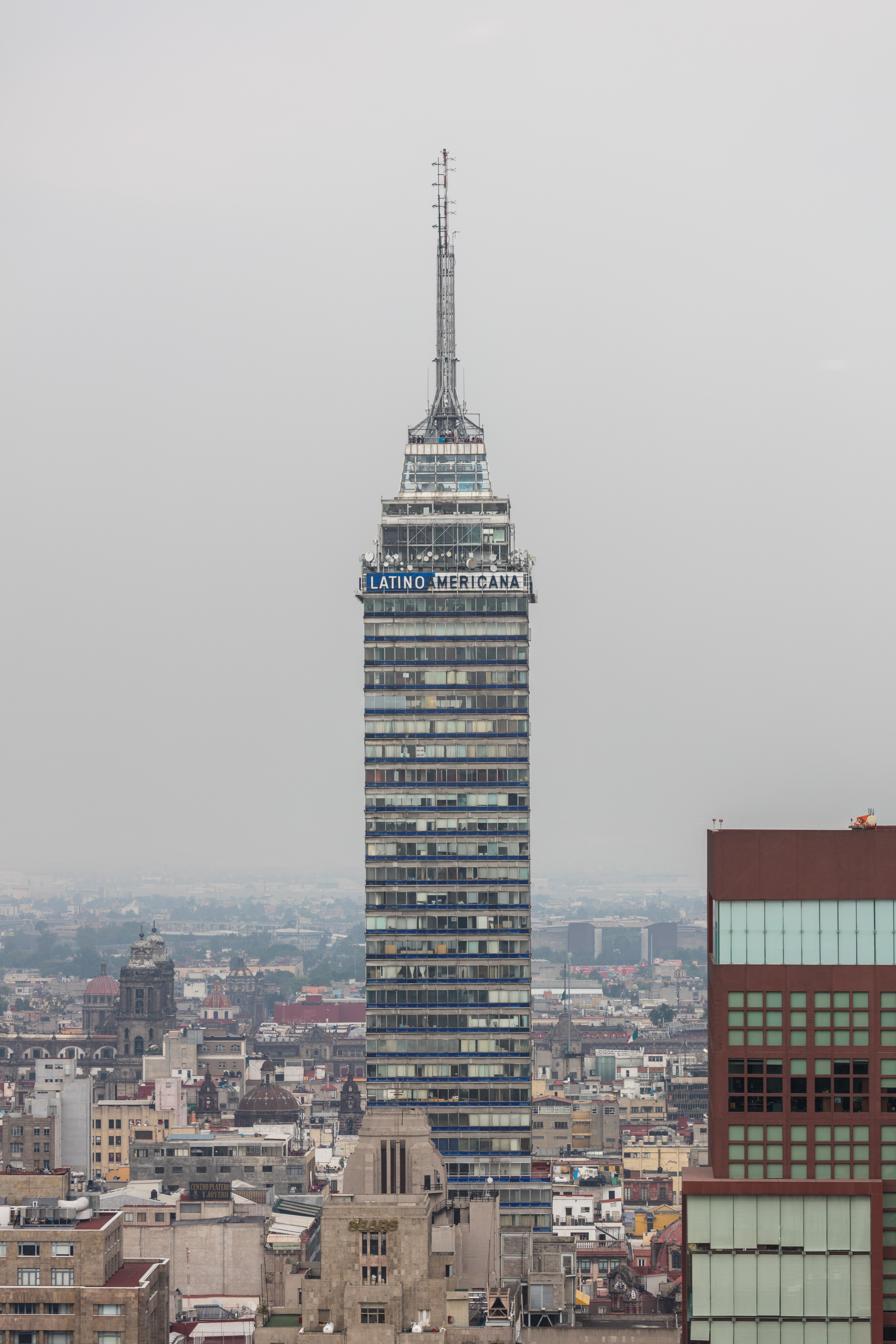
Torre Latinoamericana

Die Torre Latinoamericana (spanisch; „Lateinamerikanischer Turm“) ist ein 1956 in Mexiko-Stadt fertiggestellter, 44-stöckiger Wolkenkratzer mit einer Gesamthöhe von 181,33 Metern. Das vom Architekten Augusto H. Álvarez entworfene Gebäude, das stark an das Empire State Building erinnert, überstand die schweren Erdbeben der Jahre 1957 und 1985 unversehrt. Es erhielt deshalb nach dem Erdbeben von 1957 eine Auszeichnung der American Association of Construction and Engineering.
Das Gebäude mit einem Gesamtgewicht von 25.000 Tonnen ist auf 361 Pfählen gegründet. Die Namensgebung geht auf den Erbauer des Gebäudes, die Versicherung La Latinoamericana, Seguros, S.A., zurück. Als leitender Ingenieur begleitete Leonardo Zeevaert den Bau. Er soll einem verbreiteten Gerücht nach der erste Bauingenieur gewesen sein, der ein Erdbeben in einem von ihm erbauten Gebäude erlebte. 

## Beschreibung
Von der Fertigstellung bis ins Jahr 1972 war die Torre Latinoamericana das höchste Haus in Mexiko-Stadt und wurde dann durch die Torre World Trade Center abgelöst, wobei sich der Vergleich hier auf das Gebäude ohne Antenne bezieht. Bezieht man sich auf die Gesamthöhe inkl. Antenne wurde es erst durch den Torre Mayor übertroffen. Bei der Torre Latinoamericana handelt es sich außerdem um das erste Hochhaus auf lateinamerikanischem Boden.

## Aussichtsplattform

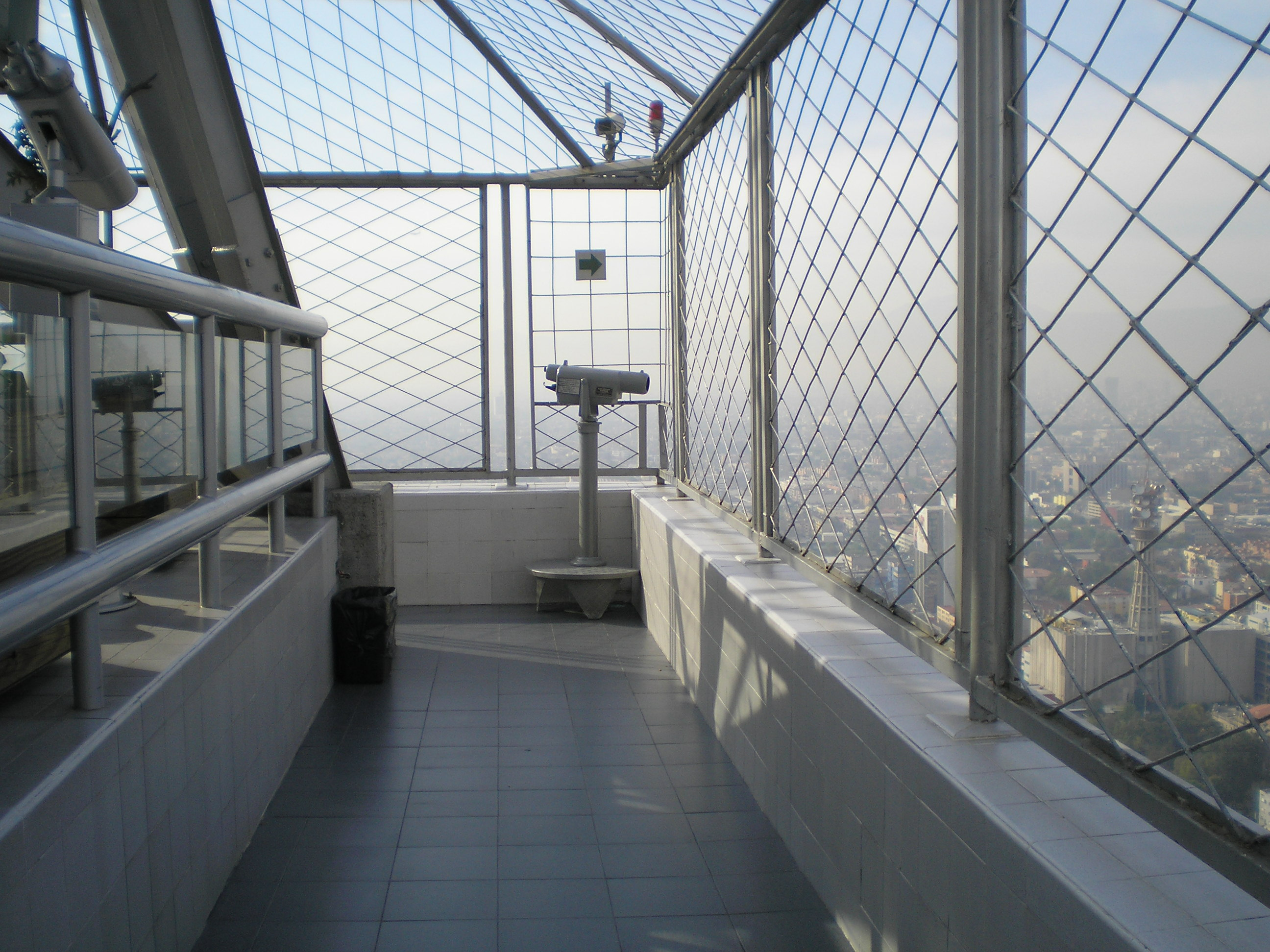
Aussichtsplattform

Das Hochhaus verfügt über eine Aussichtsplattform und über ein Restaurant in den oberen Stockwerken, die über vier Aufzüge erreicht werden können. Durch die Lage inmitten der Stadt bietet sich dem Besucher bei gutem Wetter ein beeindruckender Ausblick über das Tal von Mexiko.

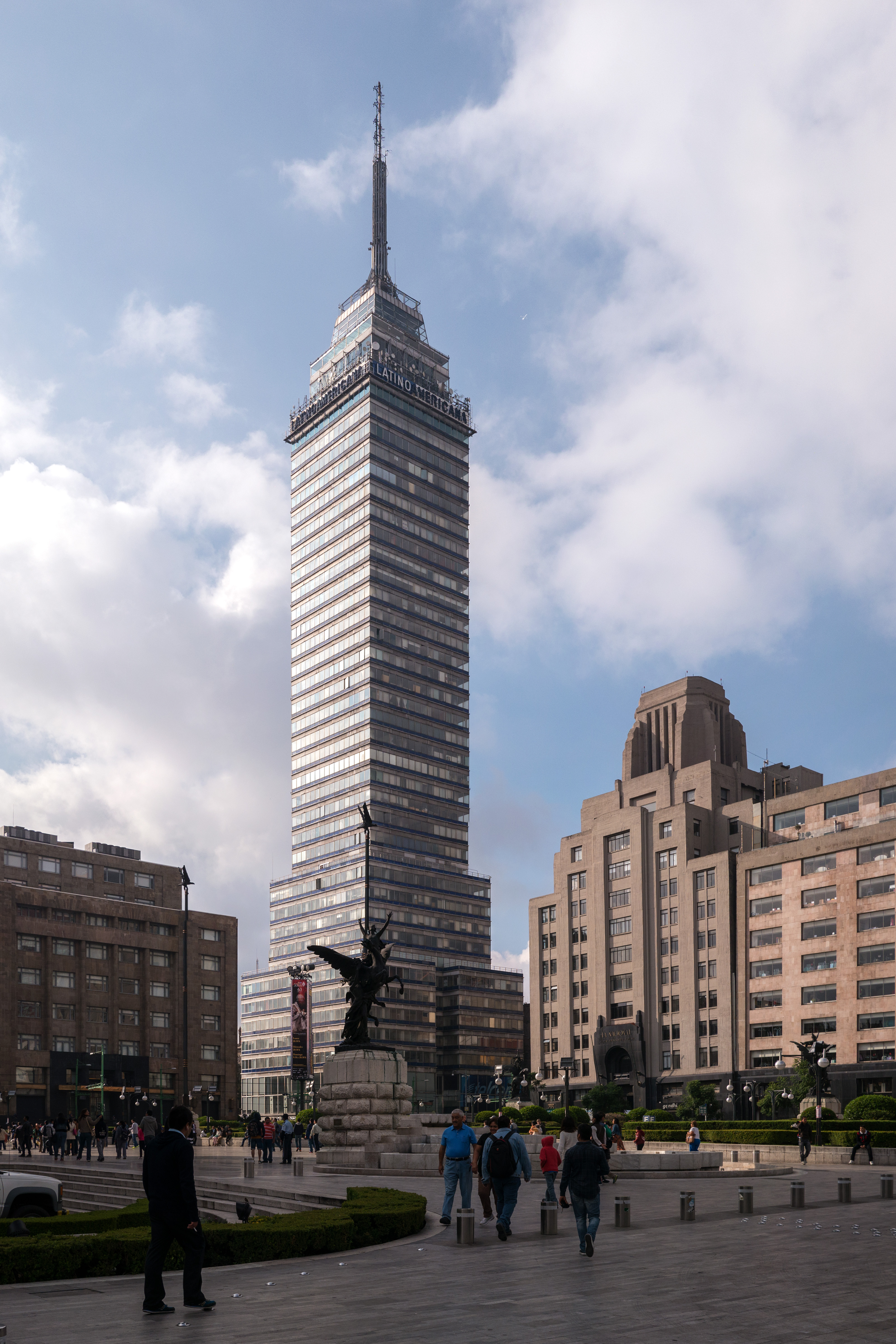
Blick von unten

## Bedeutung
Die Torre Latinoamericana wurde in einer Zeit des wirtschaftlichen Aufschwungs in Mexiko erbaut und wurde von den Mexikanern als Symbol des eigenen Erfolgs gesehen. Noch heute genießt das Gebäude eine hohe Bekanntheit und Ansehen bei den Mexikanern.